# Bison bison athabascae
El bisonte americano de bosque (Bison bison athabascae), también llamado bisonte de montaña, búfalo de bosque o búfalo de montaña es una subespecie del bisonte americano (Bison bison)o, erróneamente llamado, búfalo. Su localización original incluía muchos bosques boreales de Alaska, Yukon, territorios americanos del noroeste, nordeste de la Columbia Británica, norte de Alberta y noroeste de Saskatchewan. Está incluido en la lista de especies en peligro de extinción del COSEWIC. Actualmente, se encuentra en un peligro de extinción mayor que el bisonte americano de llanura.

## Descripción
El bisonte americano de bosque es una subespecie de bisonte americano (Bison bison) y se diferencia en algunas características importantes de la subespecie de llanura. 
Esta subespecie es más pesada, con grandes machos que pueden llegar a sobrepasar los 1.000 kilogramos y pueden medir hasta 3,35 metros de largo y 2 metros de alto a la cruz, haciéndole en el animal terrestre más grande de Norteamérica. El punto más alto del bisonte de bosque está delante de las patas delanteras, mientras que en el bisonte de llanura está directamente sobre las patas delanteras. El bisonte de bosque también tiene cuernos más grandes, un pelaje más oscuro y lanoso, y menos pelo en sus patas delanteras y barba. Las hembras son generalmente más pequeñas, con 550 kilogramos de peso y cerca de los 2,44 metros de longitud.

## Conservación
Se clasifica como una especie en peligro de extinción dado su estado de conservación.